# Pilosella cochlearis
Pilosella cochlearis — вид рослин із родини айстрових (Asteraceae).

## Середовище проживання
Зростає у Європі — Норвегія, Швеція, Фінляндія, Німеччина, Польща, Чехія, Словаччина, Румунія, сх. Австрія, Україна.